# Phylloicus lituratus
Phylloicus lituratus är en nattsländeart som beskrevs av Banks 1920. Phylloicus lituratus ingår i släktet Phylloicus och familjen Calamoceratidae. Inga underarter finns listade i Catalogue of Life.